# Dubrivka, Teceu
Dubrivka (în ucraineană Дубрівка) este un sat în comuna Bedeu din raionul Teceu, regiunea Transcarpatia, Ucraina.

## Demografie
Componența lingvistică a localității Dubrivka
     Ucraineană (99,77%)
     Alte limbi (0,23%)
Conform recensământului din 2001, majoritatea populației localității Dubrivka era vorbitoare de ucraineană (99,77%), existând în minoritate și vorbitori de alte limbi.